# فرانك مرلي
فرانك مرلي (بالفرنسية: Frank Merle)‏ هو رياضياتي فرنسي، ولد في 22 نوفمبر 1962 في مارسيليا في فرنسا.